# Carl Friedrich Wilhelm Paniel
Carl Friedrich Wilhelm Paniel, auch Karl Friedrich Wilhelm Paniel, (* 19. April 1803 in Mannheim; † 4. Oktober 1856 in Bremen) war ein deutscher Theologe. Pseudonym: Philipp Grabenhorst.

## Biografie

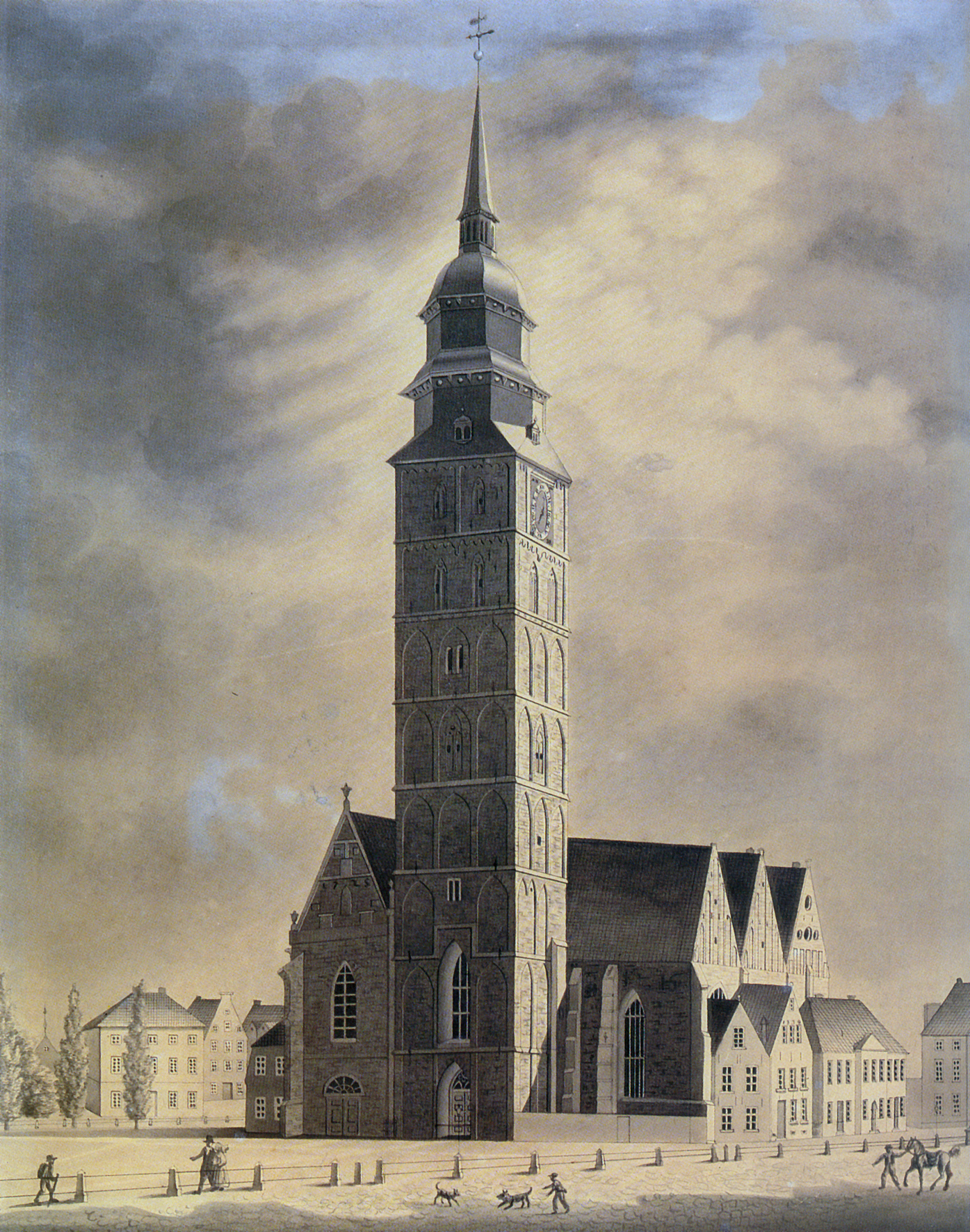
St.-Ansgarii-Kirche (um 1839)

Paniel war der Sohn von Carl Ludwig Julius Paniel (1755–1809) und seiner Frau Benedikta Daniela Christina, geb. Herff. Er studierte Theologie in  Heidelberg und promovierte zum Dr. theol. und phil. Er war als Pastor im badischen Kirchendienst. Von 1839 bis 1856 (†) war er Pastor an der Bremer Ansgari-Kirche. Er wurde zum Theologen mit einer theologisch rationalistischen Ausrichtung.
Bekannt wurde er durch den Bremer Kirchenstreit vom Juli 1840, als der Elberfelder reformierte pietistische Theologe und Erweckungsprediger Friedrich Wilhelm Krummacher zwei polemische Gastpredigten (u. a. über Matth. 25, 31–46 Gerichtstag über die Irrlehren und Galater 1, 8/9, Verfluchungspredigt) in der Bremer Ansgari-Kirche hielt. Krummacher als Gegner des Rationalismus sprach sich „gegen die verkehrten Absichten der modernen Bibelkritiker“ aus. Er griff die Lehren großer Philosophen und Schriftsteller wie Sokrates, Platon, Kant, Hegel, Fichte, Goethe und Schiller an.

Paniel trat als Gegner dieser theologischen Denkrichtung in drei Predigten auf. Er sprach sich für die christliche Bruderliebe und für die Vernunft und Wissenschaft als höchste Kraft der Menschen aus. Er lehnte dabei die Verfluchung Andersgläubiger (Anathema) ab. Die meisten Bremer Bürger standen auf der Seite von Paniel.

Danach erschien dazu eine Flut von Veröffentlichungen in Bremen und Umzu u. a. auch von Friedrich Engels.
22 Bremer Pastoren verfassten dagegen ein Bekenntnis bremischer Pastoren, in dem sie sich zur pietistisch-konservativen Linie bekannten. Nur drei Bremer Pastoren, darunter Paniel, vertraten die rationalistische Linie. Bremens Bürgermeister Johann Smidt betonte, dass das Bekenntnis der Orthodoxen kein offizielles Dokument des geistlichen Ministerium Venerandum (Konvent der Alt-Bremer Pastoren) beim Senat der Freien Hansestadt Bremen sei, sondern nur die private Meinung der Unterzeichner darstelle.
Krummacher schrieb 1841 sein Resumé der Bremer Kirchenfehde mit dem Titel Scheinheiliger Rationalismus vor dem Richterstuhl der h. Schrift und dem Zitat: Ihr gehet selbst nicht ins Himmelreich hinein, und wehret denen, die hinein wollen. (Luc. 11.52.). Er postuliert in der Schrift: „Gestützt auf den Inhalt der »drei Sonntagspredigten« mußte ich in meiner Replik die Gläubigkeit des Dr. Paniel in Betreff der wesentlichsten Grundwahrheiten des biblischen Christenthum theils in Frage, theils in entschiedener Abrede Srellen.“ Im Schlusswort seines Werkes (S. 306f) schreibt er, dass Paniel und sein Rationalismus „nichts Geringeres war, als ein entschiedenes Antichristentum in der gleißnerischen Larve »der wahren Theologie« und des vorgeblichen »Reingehaltes des neuen Testaments«.“
Er war auch 1844/45 am Kirchenstreit des kirchlich  liberalen Pastors Wilhelm Nagel von St. Remberti in Bremen beteiligt, bei dem über den Einfluss der Naturwissenschaften auf Religion und Volksbildung gestritten wurde.
Cornelius August Wilkens widmete ihm 1855 seine Dissertation: Peter Abälard. Eine Studie in der Kirchengeschichte des Mittelalters.
Paniel hat 1855 kurz vor seinem Tod (1856) Catharina Amalie, geb. Knochenhauer, geheiratet.

## Werke
- Unverholene Beurtheilung der von dem Herrn Pastor Dr. philos. Krummacher von Elberfeld, zur Vertheidigung seiner Bremischen Verfluchungssache herausgegebenen, sogenannten „Theologischen Replik“. 2., theilweise verm. Aufl. A. D. Geisler, Bremen 1841. Digitalisat
- Zur Erinnerung an das sechshundertjährige Jubiläum der St.-Ansgariikirche im Jahre 1843. Schünemann, Bremen 1843.
- Pragmatische Geschichte der Christlichen Beredsamkeit und der Homiletik
- Ein kritisches Sendschreiben aus dem Seebade Norderney an den Pastor Tiele zu Oberneuland bei Bremen, als Vertheidiger der F. W. Krummacher'schen Verfluchungssache. A. D. Geisler, Bremen 1840.
- Die verschiedenen theologischen Richtungen in der protestantischen Kirche unsrer Zeit. Zur Verständigung für denkende Christen zunächst in den weltlichen Ständen. Carl Schünemann, Bremen 1841. (=Bremisches Magazin für evangelische Wahrheit gegenüber dem modernen Pietismus hervorgerufen durch Krummacher's Bremische Verfluchungssache 1)

### Briefe
- Philipp Grabenhorst an Hermann Hauff 14. Februar 1841.
- Philipp Grabenhorst an Hermann Hauff 23. März 1841.
- Carl Friedrich Wilhelm Paniel an Hermann Hauff 14. Januar 1842.
- Carl Friedrich Wilhelm Paniel an Hermann Hauff 23. Februar 1842.